# Lampetra
Genre
Classification phylogénétique
- Craniates
  - Vertébrés
    - Pétromyzontides
      - Petromyzontidae
        - Lampetra

Lampetra est un genre d'agnathes de la famille des Petromyzontidae (ou lamproies). Ce ne sont pas des poissons.
Selon l'ITIS, le genre compte une quinzaine d'espèces. Les seules espèces françaises sont la Lamproie fluviatile (Lampetra fluviatilis) et la Lamproie de Planer (Lampetra planeri). La Lamproie fluviatile est assez petite (elle mesure 25 à 40 cm pour un poids d'environ 60 g), sa robe ne présente pas de marbrure.
La lamproie fluviatile est comestible et même appréciée des gourmets.

## Liste d'espèces
Selon World Register of Marine Species (4 févr. 2013) :
- Lampetra alaskensis (Vladykov & Kott, 1978)
- Lampetra appendix (DeKay, 1842)
- Lampetra ayresii (Günther, 1870)
- Lampetra fluviatilis (Linnaeus, 1758)  - Lamproie de rivière
- Lampetra lamottenii (Lesueur, 1827)
- Lampetra lanceolata Kux & Steiner, 1972
- Lampetra macrostoma Beamish, 1982
- Lampetra planeri (Bloch, 1784)  - Lamproie de Planer
- Lampetra richardsoni Vladykov & Follett, 1965

Selon ITIS (4 févr. 2013) :
- Lampetra aepyptera (Abbott, 1860)
- Lampetra alaskensis (Vladykov & Kott, 1978)
- Lampetra appendix (DeKay, 1842)
- Lampetra ayresii (Günther, 1870)
- Lampetra fluviatilis (Linnaeus, 1758)  - Lamproie de rivière
- Lampetra hubbsi (Vladykov & Kott, 1976)
- Lampetra lamottei (Lesueur, 1827)
- Lampetra lanceolata Kux & Steiner, 1972
- Lampetra lethophaga Hubbs, 1971
- Lampetra macrostoma Beamish, 1982
- Lampetra minima Bond & Kan, 1973
- Lampetra planeri (Bloch, 1784) - Lamproie de Planer
- Lampetra richardsoni Vladykov & Follett, 1965
- Lampetra similis (Vladykov & Kott, 1979)
- Lampetra tridentata (Richardson, 1836) - Lamproie du Pacifique

En 2017, une nouvelle espèce fut décrite (Zootaxa) : 
- Lampetra soljani Tutman, Freyhof, Dulčić, Glamuzina & Geiger

## Étymologie
Le nom générique, Lampetra, est la combinaison du latin lambo (ou lambere), « sucer », et du grec ancien πέτρα, pétra, « rocher, pierre », et fait référence au comportement suceur de ces espèces dont les adultes s'accrochent aux rochers pour la nidification et l'accouplement